# Bemalambda
Bemalambda — вимерлий ссавець з групи пантодонтів. Він жив у нижньому-середньому палеоцені (приблизно 63–58 мільйонів років тому), а викопні останки були знайдені в Китаї.

## Опис
Це була тварина середніх розмірів і могла досягати розмірів великої собаки. Тіло було сильним, хвіст коротким, а ноги сильними і м'язистими. Череп був коротким і низьким, з широкою мордою, роздутими виличними відростками і дуже маленьким черепом. Скроневі ямки були глибокими, сагітальний гребінь помітним, а вінцевий відросток на нижній щелепі був дуже високим; ці характеристики вказують на більш розвинену скроневу мускулатуру (корисну для жування), ніж у наступних пантодонтів.

## Класифікація
Рід Bemalambda був створений у 1973 році на основі деяких скам'янілостей, знайдених у районі Наньсьонг у формації Лофочай (Гуандун, Китай), що належить до нижнього/середнього палеоцену. Дослідження, проведене Чоу та його колегами, встановило різні види: Bemalambda crassa, Bemalambda nanhsiungensis (типовий вид), Bemalambda pachyoesteus, виділені на основі деяких стоматологічних характеристик. Згодом у Цзянсі були знайдені скам'янілості трохи пізнішого виду (середній палеоцен), B. dingae.

## Палеоекологія
Представники роду Bemalambda були тваринами міцної статури, з травоїдним або, можливо, всеїдним харчуванням. Сильні ноги, зокрема плечові, вказують на схильність до копання.